# Nandivaram-Guduvancheri
Nandivaram-Guduvancheri è una suddivisione dell'India, classificata come town panchayat, di 27.386 abitanti, situata nel distretto di Kanchipuram, nello stato federato del Tamil Nadu. In base al numero di abitanti la città rientra nella classe III (da 20.000 a 49.999 persone).

## Geografia fisica
La città è situata a 12° 51' 06 N e 80° 04' 19 E.

## Società

### Evoluzione demografica
Al censimento del 2001 la popolazione di Nandivaram-Guduvancheri assommava a 27.386 persone, delle quali 13.856 maschi e 13.530 femmine. I bambini di età inferiore o uguale ai sei anni assommavano a 2.784, dei quali 1.392 maschi e 1.392 femmine. Infine, coloro che erano in grado di saper almeno leggere e scrivere erano 21.753, dei quali 11.772 maschi e 9.981 femmine.